# 24950 Nikhilas
24950 Nikhilas (1997 QF) là một tiểu hành tinh vành đai chính được phát hiện ngày 23 tháng 8 năm 1997 bởi Z. Moravec ở Klet.